# Haus Petersen
Das Haus Petersen in Berlin-Dahlem erbaute sich der Architekt Ernst Petersen als Wohnhaus für seine Familie. Zu dem Anwesen gehört ein für Petersens Ehefrau Elisabeth gedachter Ateliertrakt und ein vom Wohngebäude getrennter Bauteil mit den ehemaligen Arbeitsräumen für Petersen und seine Mitarbeiter.

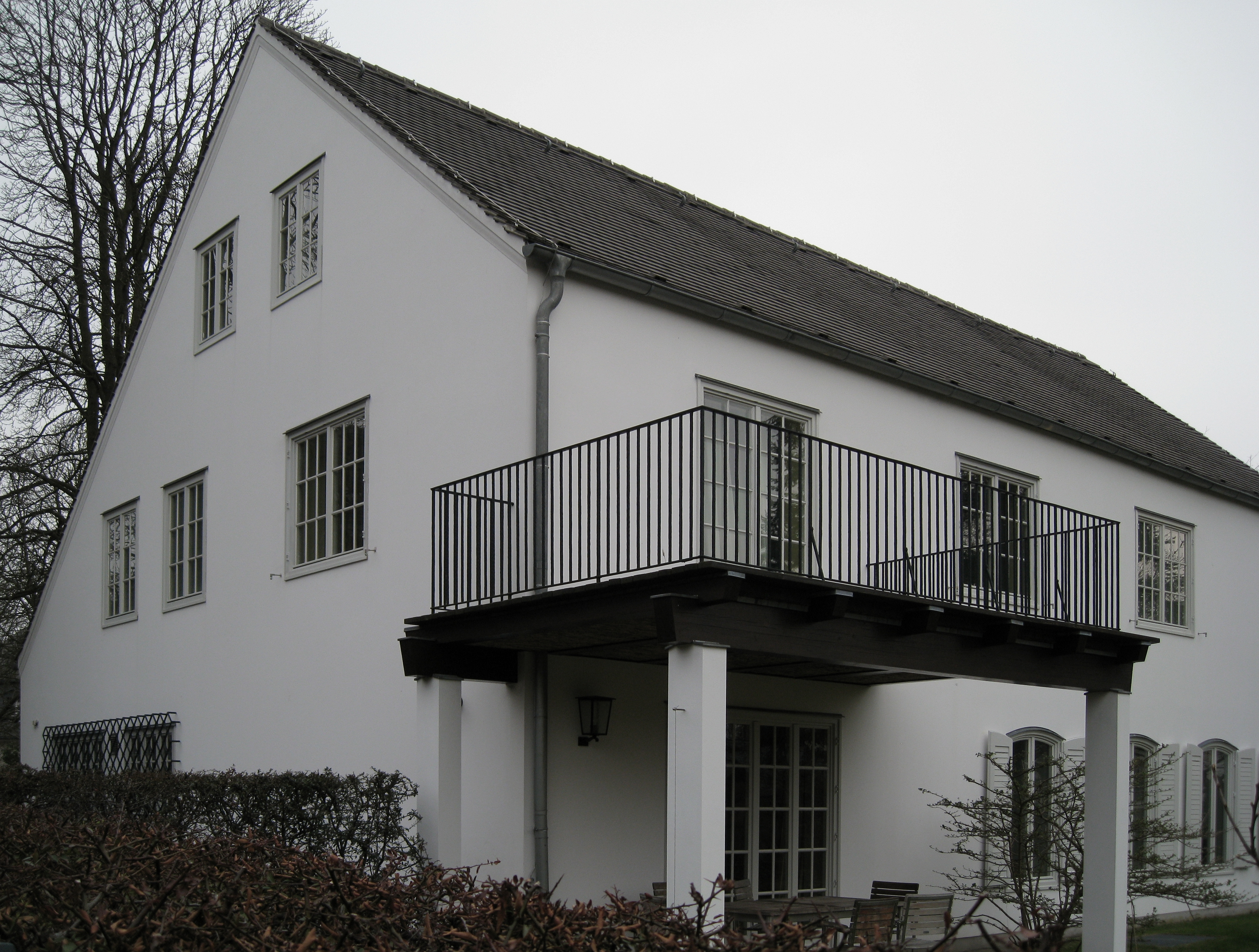
Haus Petersen

## Lage und Gebäude
Das Anwesen steht in Berlin-Dahlem, Im Schwarzen Grund 27; auf der gegenüberliegenden Straßenseite befindet sich der Thielpark.
Das zweigeschossige in Nord-Süd-Richtung ausgerichtete Wohnhaus steht auf langgestreckt rechteckigem Grundriss mit der Traufseite zur Straße und trägt ein Satteldach, das auf der östlichen Seite bis zum ersten Geschoss tiefer heruntergezogen und damit unsymmetrisch ist. Auffälligstes Merkmal der straßenseitigen Fassade ist die unterschiedliche Anzahl und Anordnung der Fenster in Erd- und Obergeschoss.
Südlich an das Wohnhaus schließt sich ein Trakt für das Bildhaueratelier von Petersens Ehefrau Elisabeth, der Tochter des Industriellen Hugo Henkel, an. Mit dem Wohnhaus ist der schmale rechteckige Ateliertrakt durch einen gedeckten Sitzplatz verbunden. Türen in beiden Bauteilen ermöglichen den Übergang. Das Ateliergebäude hat Fenster auf Ost- und Westseite; es ist einstöckig, endet jedoch im Süden in einem kleinen zweistöckigen Türmchen. Die Verbindung zum Türmchen mit der Treppe zum Obergeschoss ist mit seiner asymmetrischen Lösung für die damalige Zeit ungewöhnlich und nimmt spätere nachkriegszeitliche Ideen der 1950er Jahre vorweg.
Der Haupteingang zum Wohnhaus befindet sich auf der östlichen, von der Straße aus gesehen rückwärtigen Seite; erreichbar ist er durch einen schmalen Weg am südlichen Grundstücksende. Durch einen schmalen Hof vom Wohnhaus getrennt steht östlich das sich nach Osten erstreckende einstöckige Gebäude für Petersens Architekturbüro mit Eingang auf der Südseite. Auf der nördlichen Seite ergänzen zwei gedeckte Gänge und eine Mauer das Bürogebäude zu einem Patio. Einziges Fenster im Bürogebäude mit Blick auf den Patio mit Seerosenteich ist Petersens ehemaliger Arbeitsraum. Die ehemaligen Arbeitsräume seiner Mitarbeiter liegen auf der gegenüberliegenden, südlichen, Seite des Gebäudes.
Die Gartenanlage stammt von Heinrich Wiepking-Jürgensmann. Der Garten ist auf gegen die Straße erhöhtem Plateau angelegt und von ihr durch eine hohe Böschungsmauer getrennt. Dadurch ergab sich vom Wohnhaus ein weiter Blick über den Vorgarten und den gegenüberliegenden Thielpark, ohne dass die – eigentlich beide trennende – Straße sichtbar wurde.

## Geschichte und Bedeutung
Das Haus Petersen entstand in den Jahren 1936 und 1937. Mit seinem Haus erbaute der erst dreißigjährige erfolgreiche Architekt Ernst Petersen eines der aufwändigsten zeitgenössischen Wohnhäuser in Berlin.
Das Haus verbindet Merkmale der Stuttgarter Schule mit anderen, von Petersen eingebrachten Gestaltungselementen. Ungewöhnlich für ein Architektenhaus war seinerzeit die Unterbringung von Wohn- und Arbeitsbereich in getrennten Bauteilen. Ungewöhnlich für die Stuttgarter Schule und auch für die damalige Zeit war auch die Anordnung der Fenster des Wohnhauses, die von Zeitgenossen als von der Funktion her bestimmt interpretiert wurde. Der damals als Gestaltungselement in Europa ebenfalls ungewöhnliche Patio war zur gleichen Zeit in Kalifornien populär, von Holzmeister aber bereits in ähnlicher Form verwendet worden.
Das Haus Petersen wurde um die Jahrtausendwende renoviert. Dabei wurde die Gartenanlage durch das Landschaftsarchitekturbüro Katrin Lesser in ihrem historischen Zustand wiederhergestellt.
Gebäude und Gartenanlage stehen unter Denkmalschutz.